# Megaleporinus conirostris
Megaleporinus conirostris, denominada popularmente boga, boguita o piapara, es una especie del género de peces de agua dulce Megaleporinus, de la familia de los anostómidos en el orden Characiformes. Habita en aguas cálidas o templado-cálidas del centro de América del Sur. Su longitud total ronda los 20 cm. Fue descrita originalmente en el año 1875 por Franz Steindachner. La localidad tipo es: «río Parahyba, en Mendez, Juiz de Fora, en Palmeira; río Doco; río Mucurí; valle de Parahyba, Brasil».

## Distribución
Esta especie se encuentra en ríos de aguas tropicales y subtropicales de América del Sur, llegando por el sur hasta el sur a la cuenca del Plata, en el Brasil, Paraguay y el nordeste de la Argentina.